# Étoile noire (hockey sur glace)
Pour les articles homonymes, voir Étoile noire.
L’Étoile noire est un club français de hockey sur glace basé à Strasbourg.
Le club accède à l’élite française en remportant le titre de champion de France de Division 1 en avril 2006. Il évolue en Ligue Magnus entre la saison 2006-2007 et celle de 2018-2019 à l'issue de laquelle il est rétrogradé en Division 1.
L’Iceberg, sa patinoire, est située dans le quartier de Cronenbourg.

## Historique

Ancien logo

L'Étoile noire est un club de hockey sur glace fondé le 1er janvier 2000 en tant qu'association de droit local alsacien-mosellan pour apporter les structures nécessaires au développement du hockey élite à Strasbourg.
Depuis 2005, l'Étoile noire dispute ses matches à domicile à la patinoire de l'Iceberg dans le quartier de Cronenbourg à Strasbourg. Auparavant, elle était basée à l'ancienne patinoire du Wacken. L'année de son inauguration, le club est sacré champion de Division 1 et est promu en Ligue Magnus. 
Le club connait sa période de gloire dans les années 2010 avec plusieurs Top 10 et une deuxième place dans l'élite du Hockey sur glace français. 
Mais après plusieurs saisons compliquées et à cause d'un budget limité (le 2e plus petit budget de la Ligue Magnus avec 850 000 Euros en 2016) l’Étoile Noire se voit reléguée en deuxième division à l'issue de la saison 2018-2019.
En 2016, le statut de l'équipe change et elle devient une société par actions simplifiée. Bien qu’indépendante du Club des sports sur glace Strasbourg-Alsace (CSGSA), elle conserve son affiliation à ce dernier.

### Vice-champion de France 2011
La saison 2010-2011 est la plus faste pour les Strasbourgeois.
L’équipe, alors entraînée par le canadien Daniel Bourdages, se qualifie en finale de la Ligue Magnus après avoir éliminé les Dauphins d’Épinal 2 matchs à 1 en tour préliminaire puis les Rapaces de Gap 3 matchs à 2 en quart de finale et enfin les Ducs d'Angers 3 matchs à 1 en demi-finale.
L'Étoile Noire s'incline 3 matchs à 0 en finale face aux Dragons de Rouen.

## Résultats sportifs

### Palmarès
- Vice-champion de France de Ligue Magnus en 2010-2011
- Champion de France de Division 1 2005-2006
- Vice-champion de France de Division 1 2020-2021

‌

### Bilan sportif

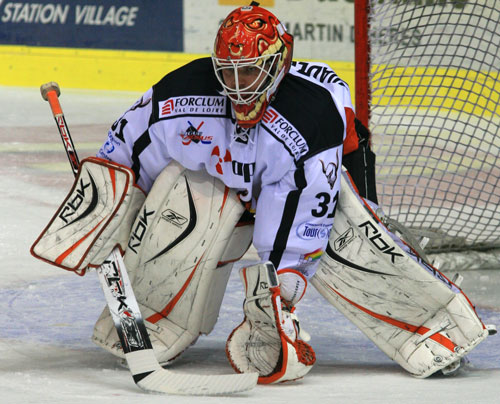
Vladimír Hiadlovský (2008-2017).

Après plusieurs années dans l'anti-chambre de l'élite du hockey français, l'obtention, au terme de la saison 2005-2006, du titre de champion de France Division 1 permet à l'Étoile noire d'intégrer la Ligue Magnus.
Après avoir été reléguée après la saison 2017-2018 puis finalement repêchée en Ligue Magnus, l'équipe est rétrogradée en Division 1 à l'issue de la saison suivante.
Le meilleur résultat de l'équipe est un titre de vice-champion de France acquis lors de la saison 2010-2011.
| Saison    | Championnat  | Saison régulière  | Séries éliminatoires                                                | Coupe de France | Coupe de la Ligue |
| --------- | ------------ | ----------------- | ------------------------------------------------------------------- | --------------- | ----------------- |
| 1999-2000 | Division 1   | 7e                | 1er de la poule de maintien                                         |                 |                   |
| 2000-2001 | Division 1   | 5e                | 1er de la poule de maintien                                         |                 |                   |
| 2001-2002 | Division 1   | 6e                | Quart de finale                                                     | Quart de finale |                   |
| 2002-2003 | Division 1   | 1er               | Demi-finale (4e)                                                    | 1/8e de finale  |                   |
| 2003-2004 | Division 1   | 1er               | Finale                                                              |                 |                   |
| 2004-2005 | Division 1   | 4e                | Demi-finale                                                         |                 |                   |
| 2005-2006 | Division 1   | 1er               | Champion                                                            |                 |                   |
| 2006-2007 | Ligue Magnus | 12e               | Tour préliminaire                                                   | 1/16e de finale | Quart de finale   |
| 2007-2008 | Ligue Magnus | 12e               | Tour préliminaire                                                   | 1/16e de finale | 1/8e de finale    |
| 2008-2009 | Ligue Magnus | 7e                | Quart de finale                                                     | 1/16e de finale | 3e de la poule B  |
| 2009-2010 | Ligue Magnus | 7e                | Quart de finale                                                     | Demi-finale     | Quart de finale   |
| 2010-2011 | Ligue Magnus | 11e               | Finale                                                              | Demi-finale     | Quart de finale   |
| 2011-2012 | Ligue Magnus | 9e                | Tour préliminaire                                                   | Demi-finale     | 4e de la poule B  |
| 2012-2013 | Ligue Magnus | 11e               | Quart de finale                                                     | 1/8e de finale  | 3e de la poule B  |
| 2013-2014 | Ligue Magnus | 10e               | Tour préliminaire                                                   | Demi-finale     | Quart de finale   |
| 2014-2015 | Ligue Magnus | 9e                | Tour préliminaire                                                   | 1/8e de finale  | 4e de la poule B  |
| 2015-2016 | Ligue Magnus | 8e                | Quart de finale                                                     | Quart de finale | Quart de finale   |
| 2016-2017 | Ligue Magnus | 9e                | 1er de la poule de maintien                                         | 1/8e de finale  | Plus organisé     |
| 2017-2018 | Ligue Magnus | 12e               | 4e de la poule de maintien Relégué en D1 Repêché administrativement | 1/16e de finale | Plus organisé     |
| 2018-2019 | Ligue Magnus | 12e               | 4e de la poule de maintien Relégué en D1                            | Demi-finale     | Plus organisé     |
| 2019-2020 | Division 1   | 11e               | Poule de maintien non jouée (Covid-19) Maintien administratif       | 1/8e de finale  | Plus organisé     |
| 2020-2021 | Division 1   | 1er de la poule A | Vice-champion                                                       | Premier tour    | Plus organisé     |
| 2021-2022 | Division 1   | 8e                | Quart de finale                                                     | 1/16e de finale | Plus organisé     |
| 2022-2023 | Division 1   | 5e                | Quart de finale                                                     | 1/16e de finale | Plus organisé     |
| 2023-2024 | Division 1   | 5e                | Quart de finale                                                     | 1/16e de finale | Plus organisé     |
| 2024-2025 | Division 1   | 7e                |                                                                     | 1/8e de finale  | Plus organisé     |

## Statistiques
Pour les significations des abréviations, voir statistiques du hockey sur glace.

### Championnat de France
Les tableaux ci-après indiquent les résultats détaillés pour chaque saison (régulière et play-offs).
| Saison            | PJ  | V   | D  | N  | % V  |                      | Résultats en saison régulière | Résultats en séries éliminatoires                           |
| ----------------- | --- | --- | -- | -- | ---- | -------------------- | --- | ----------------------------------------------------------- |
| 1999-2000         | 26  | 13  | 13 | 0  | 50   | 7e de la poule Nord  | 1er de la poule de maintien |                                                             |
| 2000-2001         | 28  | 19  | 5  | 4  | 67,9 | 5e de la poule Nord  | 1er de la poule de maintien |                                                             |
| 2001-2002         | 31  | 14  | 11 | 6  | 45,2 | Sixième              | Remparts de Tours 3-2 (quart de finale)                                                                                                  |                                                             |
| 2002-2003         | 28  | 20  | 5  | 3  | 71,4 | 1er de la poule Nord | 4e de la poule finale |                                                             |
| 2003-2004         | 30  | 22  | 7  | 1  | 73,3 | 1er de la poule Nord | 2e de la poule finale Corsaires de Dunkerque 1-1 (barrage de promotion)                                                                  |                                                             |
| 2004-2005         | 28  | 21  | 4  | 3  | 75   | 1er de la poule Nord | 4e de la poule finale |                                                             |
| 2005-2006         | 28  | 23  | 3  | 2  | 82,1 | 1er de la poule Sud  | 1er de la poule finale Promu en Ligue Magnus                                                                                             |                                                             |
|                   |     |     |    |    |      |                      | |                                                             |
| 2019-2020         | 26  | 12  | 14 | 0  | 46,2 |                      | Onzième | Poule de maintien annulée (Covid-19) Maintien administratif |
| 2020-2021         | 11  | 10  | 1  | 0  | 46,2 | 1er de la poule A    | Sous forme de finale four Bisons de Neuilly-sur-Marne 4-3 (demi-finale) Spartiates de Marseille 5-1 (finale) Vice-champion de Division 1 |                                                             |
| 2021-2022         | 26  | 14  | 12 | 0  | 53,8 | Huitième             | Albatros de Brest 3-2 (quart de finale)                                                                                                  |                                                             |
| 2022-2023         | 26  | 15  | 11 | 0  | 57,7 | Cinquième            | Wildcats d'Épinal 3-2 (quart de finale)                                                                                                  |                                                             |
| 2023-2024         | 26  | 16  | 10 | 0  | 61,5 | Cinquième            | Corsaires de Dunkerque 3-2 (quart de finale)                                                                                             |                                                             |
| Totaux Division 1 | 314 | 199 | 96 | 19 | 63,3 |                      | |                                                             |

| 2006-2007           | 26  | 8   | 17  | 1 | 30,8 | Ducs d'Angers 2-0 (tour préliminaire) |
| 2007-2008           | 26  | 8   | 18  | 0 | 30,8 | Pingouins de Morzine 2-0 (tour préliminaire)                                                                                                 |
| 2008-2009           | 26  | 14  | 12  | 0 | 53,8 | Diables noirs de Tours 2-0 (tour préliminaire) Brûleurs de loups de Grenoble 3-1 (quart de finale)                                           |
| 2009-2010           | 26  | 13  | 13  | 0 | 50,0 | Ours de Villard-de-Lans 2-0 (tour préliminaire) Diables rouges de Briançon 3-1 (quart de finale)                                             |
| 2010-2011           | 26  | 9   | 17  | 0 | 34,6 | Dauphins d’Épinal 2-1 (tour préliminaire) Rapaces de Gap 3-2 (quart de finale) Ducs d'Angers 3-1 (demi-finale) Dragons de Rouen 3-0 (finale) |
| 2011-2012           | 26  | 14  | 12  | 0 | 53,8 | Gothiques d'Amiens 3-2 (tour préliminaire)                                                                                                   |
| 2012-2013           | 26  | 10  | 16  | 0 | 38,5 | Gothiques d'Amiens 3-2 (tour préliminaire) Diables rouges de Briançon 3-1 (quart de finale)                                                  |
| 2013-2014           | 26  | 8   | 18  | 0 | 30,7 | Ours de Villard-de-Lans 3-1 (tour préliminaire)                                                                                              |
| 2014-2015           | 26  | 11  | 15  | 0 | 42,3 | Gamyo Épinal 3-2 (tour préliminaire) |
| 2015-2016           | 26  | 13  | 13  | 0 | 50,0 | Rapaces de Gap 4-1 (quart de finale) |
| 2016-2017           | 44  | 15  | 29  | 0 | 34,1 | Poule de maintien (6 matches) |
| 2017-2018           | 44  | 4   | 40  | 0 | 9,1  | Poule de maintien (6 matches) |
| 2018-2019           | 44  | 10  | 34  | 0 | 22,7 | Poule de maintien (6 matches) Relégué en Division 1                                                                                          |
| Totaux Ligue Magnus | 471 | 170 | 308 | 1 | 36,1 | |

### Coupe de France
| 2001-2002              | 4  | 3  | 1  | 75,0 | Corsaires de Dunkerque 4-3 (seizième de finale) Flammes bleues de Reims 3-1 (huitième de finale) Séquanes de Besançon 6-0 (quart de finale)                                     |
| 2002-2003              | 2  | 1  | 1  | 50,0 | Séquanes de Besançon 3-2 (seizième de finale) Gothiques d'Amiens 3-2 (huitième de finale)                                                                                       |
| 2006-2007              | 1  | 0  | 1  | 0    | Dauphins d’Épinal 6-4 (seizième de finale) |
| 2007-2008              | 4  | 3  | 1  | 75,0 | Jets de Viry-Essonne 3-1 (seizième de finale) Dauphins d’Épinal 7-4 (huitième de finale) Diables rouges de Briançon 3-2 (quart de finale) Dragons de Rouen 6-3 (demi-finale)    |
| 2008-2009              | 1  | 0  | 1  | 0    | Dauphins d’Épinal 3-2 (seizième de finale) |
| 2009-2010              | 4  | 3  | 1  | 75,0 | Dauphins d’Épinal 3-2 (seizième de finale) Ducs de Dijon 3-2 (huitième de finale) Castors d'Avignon 5-3 (quart de finale) Diables rouges de Briançon 5-2 (demi-finale)          |
| 2010-2011              | 4  | 3  | 1  | 75,0 | Phénix de Reims 10-1 (seizième de finale) Chamois de Chamonix 4-3 (huitième de finale) Ours de Villard-de-Lans 6-2 (quart de finale) Dragons de Rouen 3-2 (demi-finale)         |
| 2011-2012              | 4  | 3  | 1  | 75,0 | Dauphins d’Épinal 2-1 (seizième de finale) Pingouins de Morzine 5-1 (huitième de finale) Vipers de Montpellier 3-0 (quart de finale) Dragons de Rouen 4-1 (demi-finale)         |
| 2012-2013              | 2  | 1  | 1  | 50,0 | Bisons de Neuilly-sur-Marne 8-5 (seizième de finale) Ours de Villard-de-Lans 4-1 (huitième de finale)                                                                           |
| 2013-2014              | 4  | 3  | 1  | 75,0 | Lions de Compiègne 11-1 (seizième de finale) Ducs de Dijon 4-3 (huitième de finale) Rapaces de Gap 4-1 (quart de finale) Ducs d'Angers 4-2 (demi-finale)                        |
| 2014-2015              | 2  | 1  | 1  | 50,0 | Peaux-Rouges d'Évry 11-1 (seizième de finale) Gothiques d'Amiens 3-2 (huitième de finale)                                                                                       |
| 2015-2016              | 3  | 2  | 1  | 66,7 | Scorpions de Mulhouse 3-2 (seizième de finale) Lions de Lyon 4-2 (huitième de finale) Brûleurs de loups de Grenoble 4-2 (quart de finale)                                       |
| 2016-2017              | 2  | 1  | 1  | 50,0 | Gamyo Épinal 5-4 (seizième de finale) Scorpions de Mulhouse 3-1 (huitième de finale)                                                                                            |
| 2017-2018              | 1  | 0  | 1  | 0    | Gamyo Épinal 5-4 (seizième de finale) |
| 2018-2019              | 4  | 3  | 1  | 75,0 | Épinal Hockey Club 3-2 (seizième de finale) Jokers de Cergy-Pontoise 3-2 (huitième de finale) Corsaires de Dunkerque 5-3 (quart de finale) Gothiques d'Amiens 1-4 (demi-finale) |
| 2019-2020              | 2  | 1  | 1  | 50,0 | Titans de Colmar 5-1 (seizième de finale) Scorpions de Mulhouse 0-4 (huitième de finale)                                                                                        |
| 2020-2021              | 1  | 0  | 1  | 0    | Épinal Hockey Club 0-3 (premier tour) |
| 2021-2022              | 2  | 1  | 1  | 50,0 | Titans de Colmar 4-9 (premier tour) Brûleurs de loups de Grenoble 1-6 (seizième de finale)                                                                                      |
| 2022-2023              | 2  | 1  | 1  | 50,0 | Ducs de Dijon 12-1 (premier tour) Scorpions de Mulhouse 0-4 (seizième de finale)                                                                                                |
| 2023-2024              | 2  | 1  | 1  | 50,0 | Red Dogs d’Amnéville 9-0 (premier tour) Wildcats d'Épinal 1-4 (seizième de finale)                                                                                              |
| Totaux Coupe de France | 49 | 30 | 19 | 61,2 | |

### Coupe de la Ligue
| Saison     | PJ | V  | D  | % V  |                                                                   | Détails |
| ---------- | -- | -- | -- | ---- | ----------------------------------------------------------------- | ------- |
| 2006-2007  | 2  | 0  | 2  | 0    | Dragons de Rouen 6-4 et 3-2 (quart de finale)                     |         |
| 2007-2008  | 2  | 0  | 2  | 0    | Gothiques d'Amiens 5-4 et 2-1 (huitième de finale)                |         |
| 2008-2009  | 6  | 2  | 4  | 33,3 | 4e de la Poule B. Non qualifié pour les quarts de finale          |         |
| 2009-2010, | 8  | 3  | 5  | 37,5 | 2e de la Poule B. Ducs d'Angers 5-0 et 6-4 (quart de finale)      |         |
| 2010-2011, | 8  | 5  | 3  | 62,5 | 1er de la Poule B. Ducs d'Angers 5-1 et 4-1 (quart de finale)     |         |
| 2011-2012  | 6  | 1  | 5  | 16,7 | 4e de la Poule B. Non qualifié pour les quarts de finale          |         |
| 2012-2013  | 6  | 2  | 4  | 33,3 | 3e de la Poule B. Non qualifié pour les quarts de finale          |         |
| 2013-2014, | 8  | 4  | 4  | 50,0 | 2e de la Poule B. Ducs d'Angers 5-3 et 5-4 (quart de finale)      |         |
| 2014-2015  | 6  | 0  | 6  | 0    | 4e de la Poule B. Non qualifié pour les quarts de finale          |         |
| 2015-2016, | 8  | 4  | 4  | 50,0 | 2e de la Poule B. Boxers de Bordeaux 2-3 et 8-0 (quart de finale) |         |
| Totaux     | 60 | 21 | 39 | 35,0 |                                                                   |         |

Nota : à l'issue de la saison 2015-2016, la coupe de la Ligue n'est plus disputée en raison du changement de format de la Ligue Magnus.

## Joueurs

### Effectif
| No    | Nom                      | Nat. | Position       | Arrivée                             |
| ----- | ------------------------ | ---- | -------------- | ----------------------------------- |
| +050, | Arthur Krauss            |      | Gardien de but | Formé au club                       |
| +053, | Tomáš Hiadlovský         |      | Gardien de but | 2018 - Dukla Trenčín                |
| +070, | Fabien Glachant          |      | Gardien de but | Formé au club                       |
| +012, | Thomas Giorgi            |      | Défenseur      | 2021 - Bisons de Neuilly-sur-Marne  |
| +014, | Milo Avoine              |      | Défenseur      | 2021 - Hockey Club 74 U20           |
| +015, | Eliott Weber             |      | Défenseur      | 2019 - Pingouins de Morzine-Avoriaz |
| +016, | Mathieu Desautels        |      | Défenseur      | 2021 - sans club                    |
| +035, | Ivan Essipov             |      | Défenseur      | Prêt - Scorpions de Mulhouse        |
| +051, | Charlie Roy              |      | Défenseur      | 2020 - Pétroliers du Nord           |
| +057, | Pierrick Hoehe – A       |      | Défenseur      | 2019 Formé au club                  |
| +059, | Matthew Sozanski         |      | Défenseur      | 2021 - Ravens de Carleton           |
| +061, | Lélian Vix               |      | Attaquant      | Formé au club                       |
| +006, | Théo Lobstein            |      | Attaquant      | Formé au club                       |
| +007, | Yssah Mensah             |      | Attaquant      | Formé au club                       |
| +008, | Jérémy Côté              |      | Ailier         | 2021 - Dogs de Cholet               |
| +010, | Lucas Senechal           |      | Attaquant      | Formé au club                       |
| +011, | Arthur Pousse            |      | Attaquant      | Formé au club                       |
| +017, | Nathan Hudgin            |      | Ailier         | 2021 - Varsity Blues de Toronto     |
| +020, | Samuel Rousseau          |      | Centre         | Prêt - Formé au club                |
| +022, | Philéas Perrenoud        |      | Centre         | Formé au club                       |
| +025, | Jonas Bourdages          |      | Attaquant      | Formé au club                       |
| +028, | Louis Olive              |      | Ailier         | 2019 - Gothiques d'Amiens           |
| +048, | Alejandro Burgos Ramirez |      | Attaquant      | 2019 - Hormadi Anglet               |
| +055, | Flavien Fondadouze       |      | Centre         | 2021 - Spartiates de Marseille      |
| +058, | Sébastien Trudeau – A    |      | Ailier         | 2019 - Scorpions de Mulhouse        |
| +072, | Colin Delatour           |      | Attaquant      | Formé au club                       |
| +074, | Corentin Cruchandeau     |      | Attaquant      | Prêt - Scorpions de Mulhouse        |
| +089, | Paul Fillod              |      | Attaquant      | 2019 - Ours de Villard-de-Lans U20  |
| +096, | Michal Důras – C         |      | Ailier         | 2017 - HC Dukla Jihlava             |

### Capitaines
- Stéphane Hohnadel (2001 à 2003 puis 2005 à 2007)
- Olivier Escuder (2003 à 2005)
- Tommy Flinck (2008)
- Maxime Catelin (2009)
- Élie Marcos (2010-2017)
- Julien Burgert (2017-2018)
- Michal Důras (depuis 2018)

## Groupe de supporters
Un groupe de supporters de l’Étoile noire de Strasbourg porte le nom de « Black Bees ».[réf. nécessaire]